# Campeones (película)
Campeones es una película de comedia dramática de 2018 dirigida por Javier Fesser. La historia muestra cómo Marco, un entrenador de baloncesto, deberá hacerse cargo de un nuevo equipo muy especial. Campeones es una producción de Morena Films, Películas Pendelton y Movistar+, que cuenta además con la participación de TVE y Universal Pictures International Spain. La película se estrenó el 6 de abril de 2018. La banda sonora, a cargo de Rafael Arnau (colaborador habitual de Fesser), cuenta con la canción "Este es el momento" compuesta e interpretada por Coque Malla.
La cinta fue elegida para representar a España en la 91.ª edición de los Premios Óscar en la categoría Mejor película de habla no inglesa.

## Argumento
La película está inspirada en la historia del equipo de baloncesto Aderes Burjassot, de la provincia de Valencia, formado por personas con discapacidad intelectual, que ganó doce campeonatos de España entre 1999 y 2014, así como en la historia real de Ron Jones. En la década de 1980 Jones fue condenado, por conducir bajo la influencia del alcohol, a prestar servicio comunitario como director técnico de un equipo de baloncesto de discapacitados intelectuales. Jones escribió su historia, publicada en 1990 con el título B-Ball: the Team that Never Lost a Game, que fue adaptada por primera vez como película directamente para televisión (One Special Victory, de Stuart Cooper, 1991).
Marco atraviesa numerosos problemas profesionales y personales, y tras su despido como segundo entrenador de su equipo de baloncesto, en estado de embriaguez sufre un accidente de tráfico que le conlleva una grave multa. Marco deberá escoger entre 18 meses de cárcel o 90 días de servicios comunitarios entrenando a un equipo de baloncesto llamado "Los Amigos", integrado por personas con diversas discapacidades. En un primer momento, la noticia no será bien aceptada por el protagonista, pero con el tiempo se dará cuenta de todo lo que le queda por aprender de estas personas.

## Reparto
- Javier Gutiérrez como Marco Montes Gutiérrez.
- Juan Margallo[7] como Julio Montero Ruiz.
- Athenea Mata como Sonia.
- Luisa Gavasa como Amparo Gutiérrez, madre de Marco.
- Daniel Freire como Francisco Carrascosa.
- Mariano Llorente como Iván Bajero.
- Itziar Castro como Madre de Jesús.
- Luis Bermejo como Antonio.
- Laura Barba como la jueza.
- Julio Fernandez como Fabián.
- Jesús Vidal como Marín.
- Sergio Olmos como Sergio Costa Zorrilla.
- Jesús Lago como Jesús Lago Solís.
- José de Luna como Juanma.
- Gloria Ramos como Collantes.
- Fran Fuentes como Paquito.
- Alberto Nieto Fernández como Benito Recuenco Valdegómez.
- Vicente Gil como Sr. Yepes.
- Roberto Chinchilla como Román.
- Stefan López como Manuel.
- Mara Torres como Presentadora de Informativos.

## Canciones
- Este es el momento de Coque Malla

## Rodaje
La película se rodó durante aproximadamente nueve semanas en diversas zonas de la Comunidad de Madrid, Guadalajara y de la provincia de Huelva.

## Taquilla
La primera semana de estreno la película consiguió una recaudación estimada de 1 999 999 € y superó los 250 000 espectadores. "Campeones" se colocó como el mejor estreno de una producción española desde "Tadeo Jones 2: El secreto del rey Midas", en agosto de 2017, y alcanzó un promedio de recaudación por cine y pantalla de 24 789 €, 6844 € y 3909 €, respectivamente.
La película ha sido vista hasta la fecha por 3 272 677 espectadores.

## Premios y nominaciones

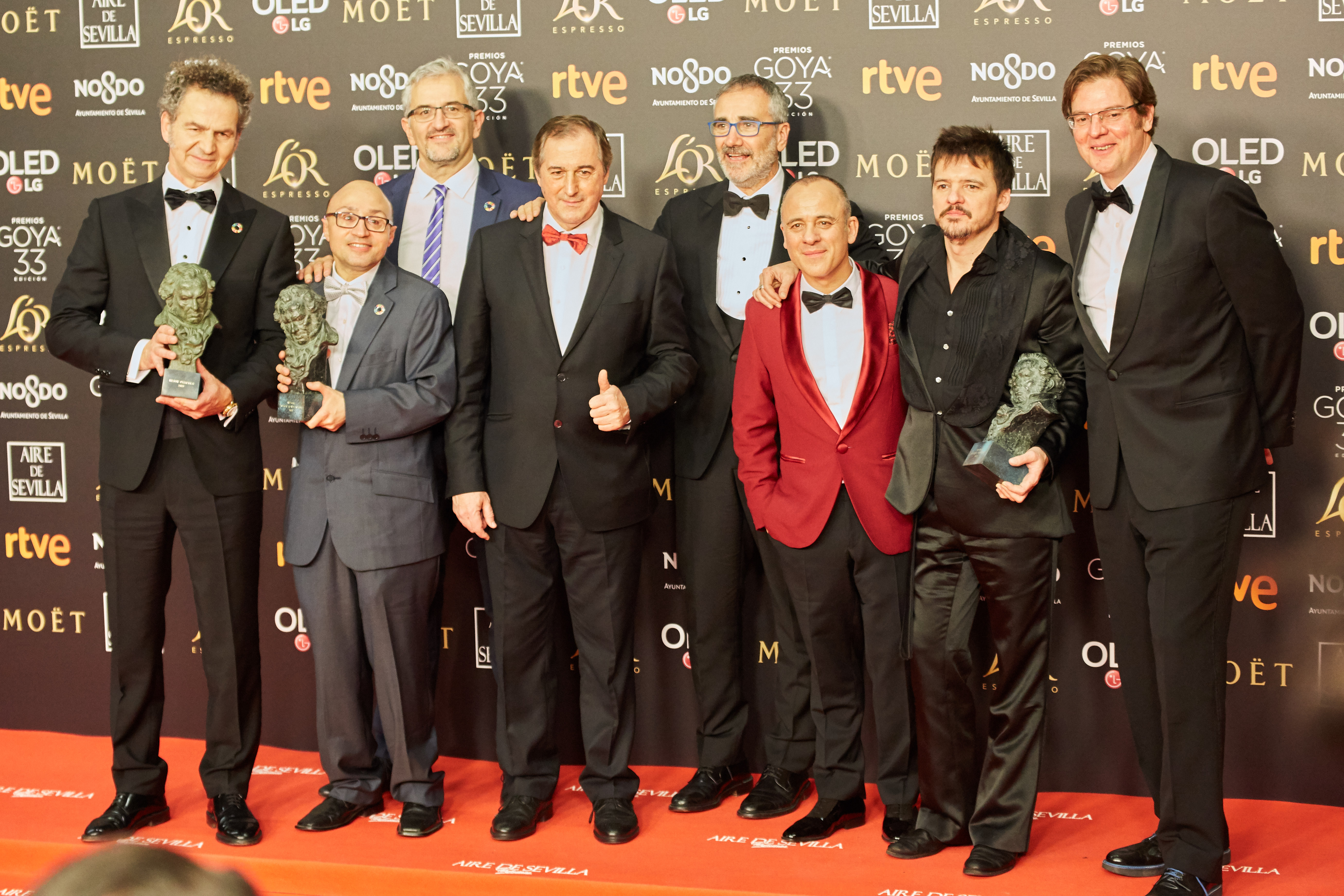
Varios miembros del equipo de la película en los Premios Goya 2019

Premios Feroz
| Año  | Categoría                | Receptor         | Resultado |
| ---- | ------------------------ | ---------------- | --------- |
| 2019 | Mejor comedia            | Javier Fesser    | Ganadora  |
| 2019 | Mejor dirección          | Javier Fesser    | Nominado  |
| 2019 | Mejor actor protagonista | Javier Gutiérrez | Nominado  |
| 2019 | Mejor tráiler            |                  | Nominado  |

Premios Goya
| Año  | Categoría                     | Receptor                                       | Resultado |
| ---- | ----------------------------- | ---------------------------------------------- | --------- |
| 2019 | Mejor actor revelación        | Jesús Vidal                                    | Ganador   |
| 2019 | Mejor canción original        | Coque Malla                                    | Ganador   |
| 2019 | Mejor película                | Mejor película                                 | Ganadora  |
| 2019 | Mejor dirección               | Javier Fesser                                  | Nominado  |
| 2019 | Mejor guion original          | David Marqués, Javier Fesser                   | Nominados |
| 2019 | Mejor actor protagonista      | Javier Gutiérrez                               | Nominado  |
| 2019 | Mejor actor de reparto        | Juan Margallo                                  | Nominado  |
| 2019 | Mejor actriz revelación       | Gloria Ramos                                   | Nominada  |
| 2019 | Mejor sonido                  | Arman Ciudad, Charly Schmukler, Alfonso Raposo | Nominados |
| 2019 | Mejor dirección de producción | Luis Fernández Lago                            | Nominado  |
| 2019 | Mejor montaje                 | Javier Fesser                                  | Nominado  |

Medallas del Círculo de Escritores Cinematográficos de 2018
| Categoría              | Candidatura                   | Resultado |
| ---------------------- | ----------------------------- | --------- |
| Mejor película         | Campeones                     | Nominada  |
| Mejor director         | Javier Fesser                 | Nominado  |
| Mejor actor            | Javier Gutiérrez              | Nominado  |
| Mejor actor secundario | Juan Margallo                 | Nominado  |
| Actor revelación       | Jesús Vidal                   | Ganador   |
| Actriz revelación      | Gloria Ramos                  | Nominada  |
| Mejor guion original   | Javier Fesser y David Marqués | Nominados |
| Mejor montaje          | Javier Fesser                 | Nominado  |

Premios Sant Jordi de Cinematografía
| Año  | Categoría                                       | Resultado |
| ---- | ----------------------------------------------- | --------- |
| 2018 | Rosa de Sant Jordi a la mejor película española | Ganadora  |

Premios Platino
| Año  | Categoría                                | Receptor                     | Resultado |
| ---- | ---------------------------------------- | ---------------------------- | --------- |
| 2019 | Mejor película iberoamericana de ficción | Javier Fesser                | Nominado  |
| 2019 | Mejor dirección                          | Javier Fesser                | Nominado  |
| 2019 | Mejor Interpretación masculina           | Javier Gutiérrez             | Nominado  |
| 2019 | Mejor Guion                              | Javier Fesser, David Marqués | Nominado  |
| 2019 | Cine y Educación en Valores              | Javier Fesser                | Ganadora  |

Premios Fugaz al cortometraje español
| Año  | Categoría          | Resultado |
| ---- | ------------------ | --------- |
| 2019 | Mejor largometraje | Nominado  |

Festival Internacional de cine del Sahara
| Año  | Categoría                 | Receptor      | Resultado |
| ---- | ------------------------- | ------------- | --------- |
| 2019 | Mejor película extranjera | Javier Fesser | Ganadora  |